# Villers-Bretonneux
Villers-Bretonneux ist eine französische Gemeinde mit 4644 Einwohnern (Stand 1. Januar 2022) im Département Somme in der Region Hauts-de-France. Sie gehört zum Arrondissement Amiens und zum Kanton Amiens-4.

## Geschichte
Der Ort war im Deutsch-Französischen Krieg am 27./28. November 1870 Schauplatz heftiger Kämpfe im Rahmen der Schlacht bei Amiens (1870). Auch im Ersten Weltkrieg kam es hier am 24. April 1918 zu Gefechten zwischen britischen und deutschen Panzereinheiten im Rahmen der deutschen Frühjahrsoffensive. Am 8. August 1918, dem „schwarzen Tag des deutschen Heeres“, erzielten alliierte, insbesondere australische und kanadische Einheiten in der Umgebung von Amiens den Durchbruch durch die deutschen Linien. An die Kriegstoten erinnern das am 22. Juli 1938 von König George VI eingeweihte Australian National Memorial, mehrere Monumente, Soldatenfriedhöfe und das Musée du soldat australien.

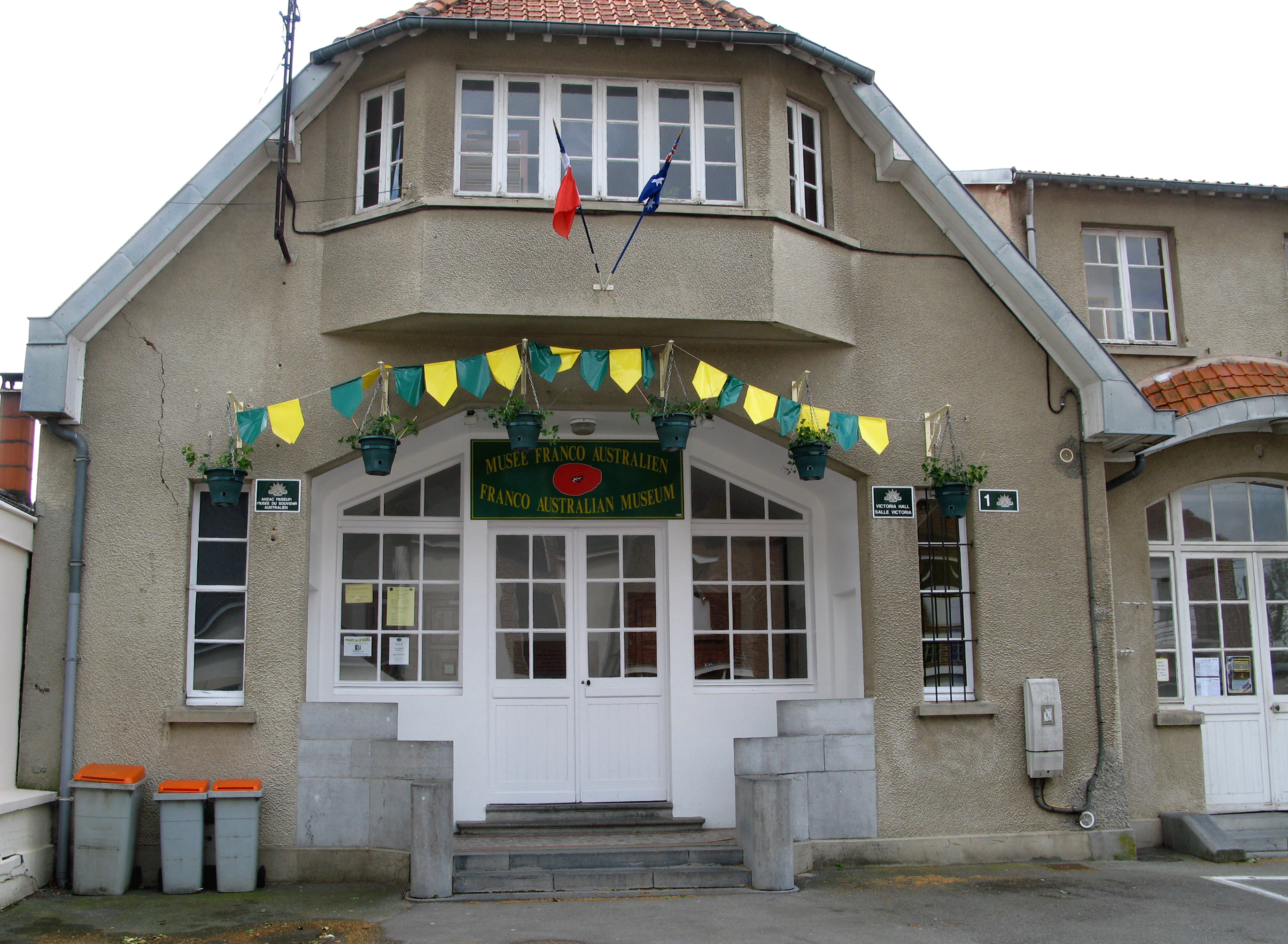
Musée franco-australien
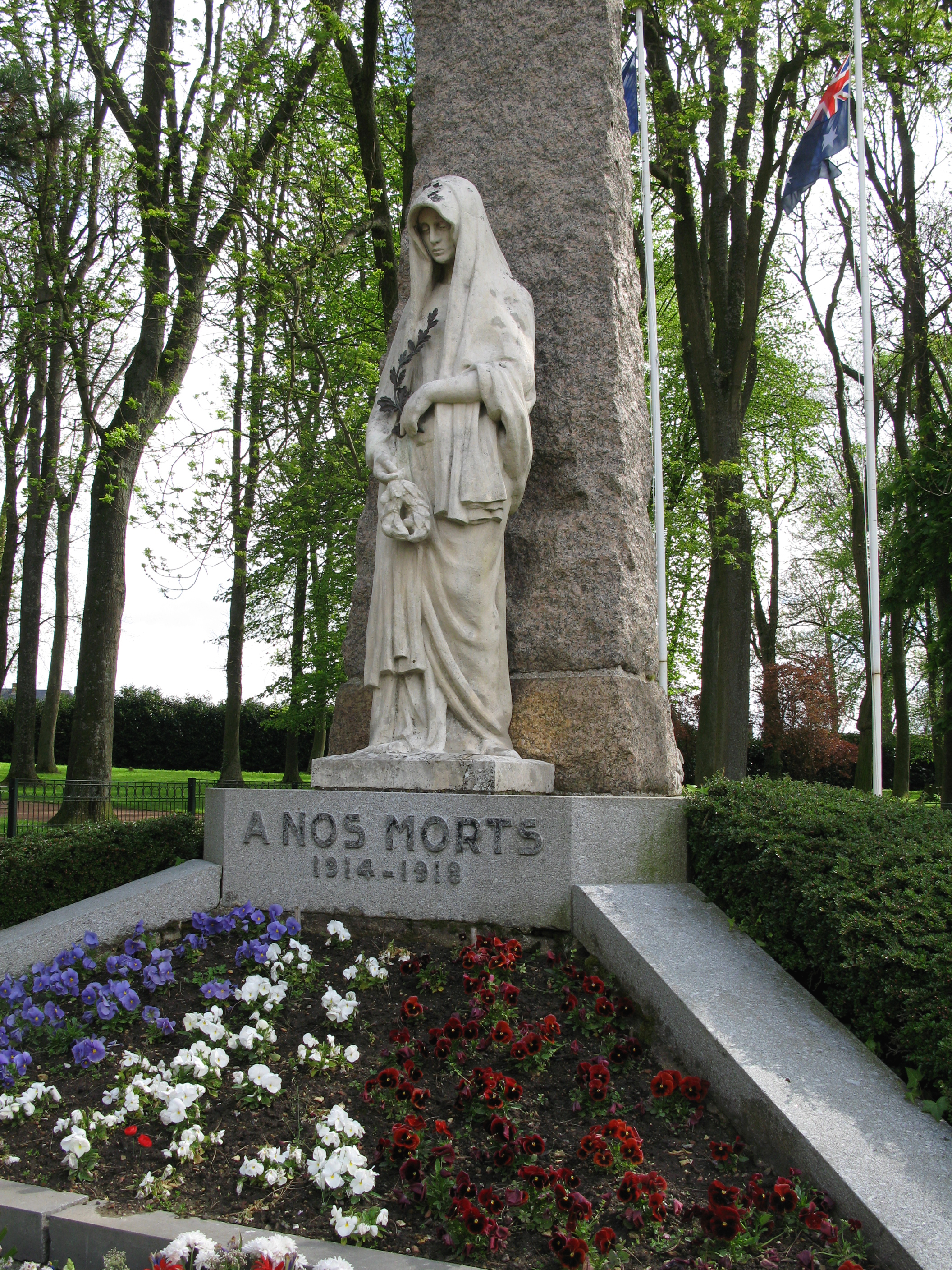
Kriegerdenkmal

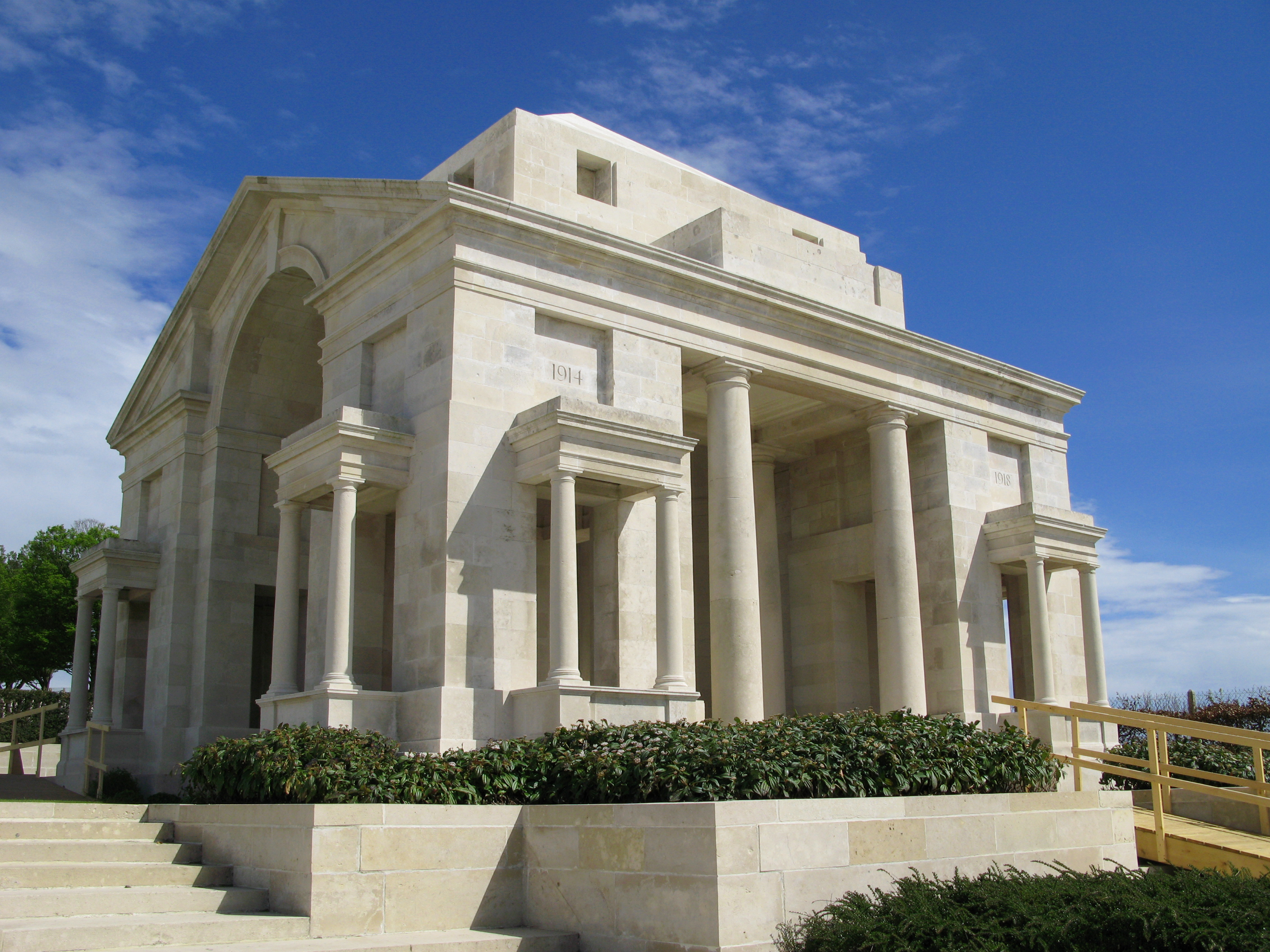
Mémorial National Australien (Südpavillon)
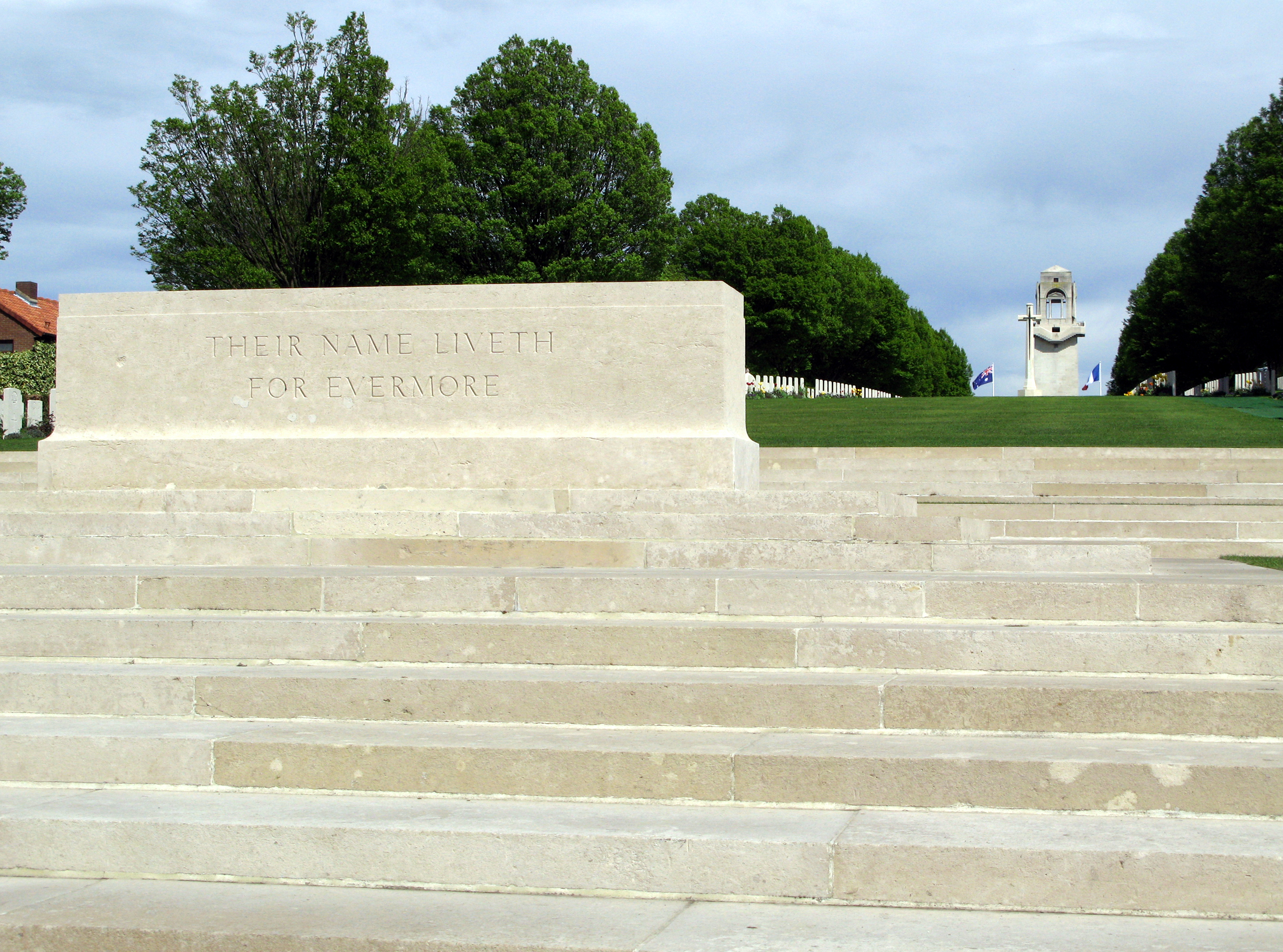
Eingang zum australischen Soldatenfriedhof

## Bevölkerungsentwicklung
| 1838 | 1851 | 1954 | 1962 | 1968 | 1975 | 1982 | 1990 | 1999 | 2007 | 2018 |
| ---- | ---- | ---- | ---- | ---- | ---- | ---- | ---- | ---- | ---- | ---- |
| 2163 | 3284 | 3326 | 3342 | 3474 | 3473 | 3347 | 3686 | 3952 | 4116 | 4482 |

(seit 1962 Einwohnerzahlen ohne Zweitwohnsitz)